# Lomna (Sztropkói járás)
Lomna (szlovákul: Lomné) község Szlovákiában, az Eperjesi kerületben, a Sztropkói járásban.

## Fekvése
Sztropkótól 11 km-re délre, az Ondava jobb oldalán, közvetlenül a Nagydomásai-víztározó felett fekszik.

## Története
Az észak-zempléni térség egyik legrégibb települése, melyet a német jog alapján telepítettek. Első soltésza Péter volt. A szorocsányi uradalomhoz tartozott. 1347-ben említik először, amikor Mikcs fia Roland, a szomszédos sztropkói uradalom birtokosa a csicsvai uradalom birtokosainak, a Rozgonyiaknak adja. 1369-ben Csicsva várának tartozéka. 1382-ben „Lumpna” néven említik, 1410-ben „Lomna” néven szerepel. A Rozgonyiak után a Czudar család volt a birtokosa. A 16. században ruszinokkal telepítették be, 1715-ben hat ház állt a faluban. 1787-ben 38 háza és 271 lakosa volt.
A 18. század végén Vályi András így ír róla: „LOMNA. Orosz falu Zemplén, Várm. földes Urai G. Csáky, és G. Barkótzi Uraságok, lakosai ó hitűek, fekszik Sztropkóhoz 1 órányira, Bodzástól egy fertály órányira, hegyes határja 3 nyomásbéli, erdeje, szőleje nints, rét nélkűl is szűkölködik, gabonát, és zabot terem, erdeje, szőleje nints, piatza Sztropkón.”
1828-ban 58 házában 432 lakos élt.
Fényes Elek 1851-ben kiadott geográfiai szótárában így ír a faluról: „Lomna, orosz falu, Zemplén vármegyében, Turány fil. 15 római, 402 g. kath., 8 zsidó lak., gör. kath. anyaszentegyházzal, 658 hold szántófölddel. F. u. Haller. Ut. p. Orlik.”
Utolsó birtokosa a Haller család volt. Lakói mezőgazdasággal, pásztorkodással, erdei munkákkal foglalkoztak.
Borovszky Samu monográfiasorozatának Zemplén vármegyét tárgyaló része szerint: „Lomna, Sáros vármegye határán fekszik. Ruthén kisközség, 49 házzal és 265 gör. kath. vallású lakossal. Postája és távírója Sztropkó, vasúti állomása Homonna. Csicsva várának tartozéka volt s annak sorsában osztozott. Újabbkori birtokosai a Csáky és Barkóczy grófok voltak; most nagyobb birtokosa nincsen. A faluban gör. kath. templom van, mely 1753-ban épült.”
A trianoni diktátumig Zemplén vármegye Sztropkói járásához tartozott.

## Népessége
| Év:            | 1994. | 2004.    | 2014.   | 2024.   |
| -------------- | ----- | -------- | ------- | ------- |
| Emberek száma: | 318   | 277      | 253     | 233     |
| Eltérés:       |       | -12,89 % | -8,66 % | -7,90 % |

| Év:            | 2023. | 2024.   |
| -------------- | ----- | ------- |
| Emberek száma: | 224   | 233     |
| Eltérés:       |       | +4,01 % |

1910-ben 287, túlnyomórészt ruszin lakosa volt.
2001-ben 300 lakosából 259 szlovák és 34 ruszin volt.
2011-ben 268 lakosából 220 szlovák és 19 ruszin.

## Nevezetességei
Barokk görögkatolikus temploma 1753-ban épült.